# Save the World
"Save the World" é uma canção do grupo house music sueco Swedish House Mafia. A canção apresenta os vocais do cantor sueco John Martin, que co-escreveu a canção junto a Axwell, Steve Angello, Sebastian Ingrosso, Zitron Michel e Pontare Vincent. Foi lançado em 13 de maio de 2011 como um download digital, e estreou na BBC Radio 1 em 22 de abril de 2011, por Pete Tong. Jon Watts dirigiu o vídeo, mostrando os cães como super-heróis. A canção alcançou a posição de número #1 nas paradas da Hot Dance Club Songs, nos Estados Unidos, tornando-se o segundo single número um do grupo a fazer sucesso, seguido da canção "Miami 2 Ibiza" (2010). Em 30 de novembro de 2011, a canção recebeu uma indicação no 54º Grammy Awards na categoria de "Melhor Gravação Dance"

## Uso popular
A canção foi incluída no CD Now! #79, sendo o terceiro single de Swedish House Mafia a ser incluído no CD série de Now!

## Video da música
John Watts, que já trabalhou em vídeos de TV on the Radio, Sleigh Bells e Fatboy Slim, foi responsável pela direção do clipe, onde um grupo conta como salvadores e vigilantes caninos são responsáveis por assaltantes e suas vítimas. A canção alcançou o número um nas músicas Hot Dance Club nos Estados Unidos, tornando-se o grupo que se estende para obter uma segunda fileira única como o número um, como tinha feito com o single "Miami 2 Ibiza".

## Lista de faixas
- Download digital[4]

1. "Save the World" (Radio Mix) – 3:33
2. "Save the World" (Extended Mix) – 6:50

- Download digital — remixes[5]

1. "Save the World" (Knife Party Remix) – 5:13
2. "Save the World" (Style of Eye & Carli Remix) – 6:41
3. "Save the World" (Alesso Remix) – 5:41
4. "Save the World" (Third Party Remix) – 6:55
5. "Save the World" (Futurebound & Metrik Remix) – 4:23

- Digital download — AN21 & Max Vangeli Remix[6]

1. "Save the World" (AN21 & Max Vangeli Remix) – 6:42

- Digital download — Zedd Remix

1. "Save the World" (Zedd Remix) – 6:21[7]

- Digital download — Cazzette Remix

1. "Save the World" (Cazzette's Angry Swedish Hunter Mix) – 6:22 (Este remix, foi lançado através da página oficial no Facebook de Swedish House Mafia, não estando mais disponível para download).

## Gráficos e certificações
| País/Parada (2011)                    | Melhor posição |
| ------------------------------------- | -------------- |
| Alemanha (Media Control Charts)       | 37             |
| Alemanha (Airplay Chart)              | 91             |
| Austrália (ARIA)                      | 82             |
| Áustria (Ö3 Austria Top 40)           | 31             |
| Bélgica (Ultratop 50 Flanders)        | 5              |
| Bélgica (Ultratop 40 Valônia)         | 18             |
| Bulgária (Bulgarian Top 20)           | 13             |
| Canadá (Canadian Hot 100)             | 69             |
| Dinamarca (Hitlisten)                 | 15             |
| Escócia (The Official Charts Company) | 6              |
| Eslováquia (IFPI)                     | 13             |
| Espanha (PROMUSICAE)                  | 45             |
| Estados Unidos (Hot Dance Club Songs) | 1              |
| França (SNEP)                         | 30             |
| Hungria (Radiós Top 40)               | 3              |
| Hungria (Dance Top 40)                | 10             |
| Irlanda (IRMA)                        | 11             |
| Noruega (VG-lista)                    | 14             |
| Nova Zelândia (RIANZ)                 | 33             |
| Países Baixos (Dutch Top 40)          | 6              |
| Países Baixos (MegaCharts)            | 20             |
| Polónia (Dance Top 50                 | 23             |
| Reino Unido (UK Dance Chart)          | 5              |
| Reino Unido (UK Singles Chart)        | 10             |
| Suécia (Sverigetopplistan)            | 4              |
| Suíça (Schweizer Hitparade)           | 26             |

| País/Parada (2011)                    | Melhor posição |
| ------------------------------------- | -------------- |
| Estados Unidos (Hot Dance Club Songs) | 9              |
| Hungria (Airplay Charts)              | 21             |

| Itália (FIMI) | Ouro    | 15.000*  |
| Reino Unido (BPI) | Platina | 20.000x  |
| Suécia (IFPI) | Prata   | 200.000^ |
| * Números de vendas com base em certificação individual ^ Valores enviados com base em certificação individual x Números não especificados com base em certificação individual |         |          |

## Histórico de lançamento
| País           | Data               | Formato          | Gravadora   |
| -------------- | ------------------ | ---------------- | ----------- |
| Austrália      | 13 de maio de 2011 | Download digital | EMI         |
| Irlanda        | 13 de maio de 2011 | Download digital | EMI         |
| Suécia         | 13 de maio de 2011 | Download digital | EMI         |
| Alemanha       | 15 de maio de 2011 | Download digital | EMI         |
| Reino Unido    | 15 de maio de 2011 | Download digital | EMI         |
| Estados Unidos | 17 de maio de 2011 | Download digital | Astralwerks |